# 近畿大学FSC
近畿大学FSCは、近畿大学体育会のフィギュアスケート部。
主な拠点は臨海スポーツセンター、浪速スポーツセンター（かつては、アクアピアアイスアリーナを拠点としていた）。
主な元所属選手は、桜井めぐみ、森下雅貴、井上純、大石昌代、西本佳奈、津内胡奈、松田全輝、 浅原典世ー、金子将直、林紗陽子。